# ابن نقیب نفیسی
ناصرالدین، حسن بن شاور کِنانی شهرت‌یافته به ابنُ نَقیبِ نَفیسی (۱۲۰۱م - ۱۲۸۸م) شاعر و نویسنده مصری در سدهٔ هفتم هجری بود. میان او سراج‌الدین وراق مراسلات ادبی بود. او را شاعری بسیار آرایه‌گرا به‌ویژه در جناس و تضمین برشمرده‌اند، و شعرش را واضح و نزدیک به فهم عامهٔ مردم نامیده‌اند. در غزل، نسیب، شکوائیه و هجو سرود و به هزل و مجون نیز گرایید. کتاب «منازل الأحباب و منازة الألباب» از اوست.